# Dolný Lieskov
Dolný Lieskov (bis 1927 slowakisch „Dolné Lieskové“; ungarisch Alsómogyoród – bis 1907 Alsólieszkó) ist eine Gemeinde in der Nordwestslowakei mit 793 Einwohnern (Stand 31. Dezember 2024) und gehört zum Okres Považská Bystrica, einem Kreis des Trenčiansky kraj.

## Geographie
Die Gemeinde befindet sich im Gebirge Strážovské vrchy im Tal des Flüsschens Pružinka. Das Ortszentrum liegt auf einer Höhe von 310 m n.m. und ist 11 Kilometer von Považská Bystrica entfernt.
Verwaltungstechnisch gliedert sich die Gemeinde in die Gemeindeteile Dolný Lieskov und Tŕstie (1980 eingemeindet, bis 1973 slowakisch „Trstie“; ungarisch Térnádasd – bis 1907 Trsztye).
Nachbargemeinden sind Horný Lieskov im Norden, Podskalie im Osten, Pružina im Südosten, Mojtín im Süden, Slopná im Südwesten und Visolaje im Westen.

## Geschichte

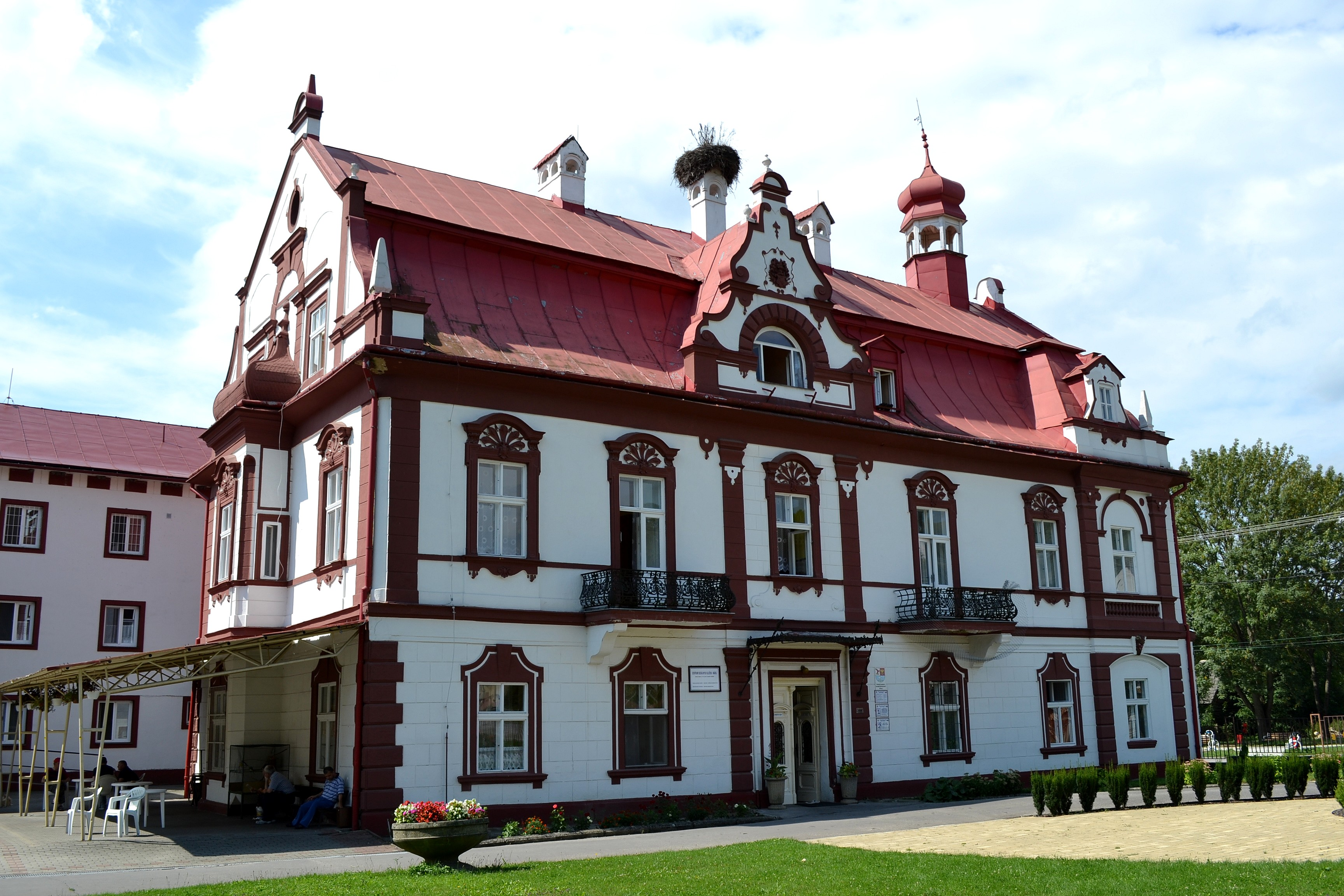
Landschloss in Dolný Lieskov

Dolný Lieskov wurde zum ersten Mal 1327 als Maior Lyszkocz schriftlich erwähnt und war Besitz der Familie Leszkóczy. 1598 standen 14 Bauernhäuser, 1720 wohnten sechs Steuerpflichtige im Ort. 1784 hatte die Ortschaft 30 Häuser, 33 Familien und 198 Einwohner, 1828 zählte man 16 Häuser und 175 Einwohner, die als Landwirte beschäftigt waren.
Bis 1918 gehörte der Ort im Komitat Trentschin zum Königreich Ungarn und kam danach zur Tschechoslowakei beziehungsweise heute Slowakei.
Von 1976 bis 1993 war Dolný Lieskov zusammen mit Horný Lieskov Teil der Gemeinde Lieskov, zu der auch die Orte Slopná (1979–1990), Podskalie (1980–1993) und – wie oben erwähnt – Tŕstie gehörten.

## Bevölkerung
| Jahr                | 1994 | 2004    | 2014    | 2024    |
| ------------------- | ---- | ------- | ------- | ------- |
| Anzahl der Personen | 726  | 773     | 819     | 793     |
| Unterschied         |      | +6,47 % | +5,95 % | −3,17 % |

| Jahr                | 2023 | 2024    |
| ------------------- | ---- | ------- |
| Anzahl der Personen | 809  | 793     |
| Unterschied         |      | −1,97 % |

Gemäß der Volkszählung 2011 wohnten in Dolný Lieskov 822 Einwohner, davon 782 Slowaken, sechs Tschechen sowie jeweils ein Magyare und Mährer. Drei Einwohner gaben eine andere Ethnie an und 29 Einwohner machten keine Angabe zur Ethnie.
755 Einwohner bekannten sich zur römisch-katholischen Kirche, jeweils drei Einwohner zu den Siebenten-Tags-Adventisten und zur orthodoxen Kirche sowie jeweils ein Einwohner zur Evangelischen Kirche A. B., zur evangelisch-methodistischen Kirche und zur tschechoslowakischen hussitischen Kirche; ein Einwohner bekannte sich zu einer anderen Konfession. 14 Einwohner waren konfessionslos und bei 43 Einwohnern wurde die Konfession nicht ermittelt.

## Bauwerke und Denkmäler
- Landschloss mit einem großen Park aus dem 17. Jahrhundert, ursprünglich im Renaissance-Stil gestaltet, umgebaut am Ende des 19. Jahrhunderts und 1957–59 um ein neues Gebäude ergänzt
- römisch-katholische Kirche im Barockstil aus dem Jahr 1754